# 설당속
설당속(학명: Neviusia, 영어: snow-wreath)은 장미목 장미과 벚나무아과 황매화족에 속하는 미국 원산의 식물 2종과 이미 멸종한 1종이 속해 있는 속이다.

## 하위 종
- 설당 (Neviusia alabamensis)
- 샤스타설당 (Neviusia cliftonii)
- † Neviusia dunthornei